# 奥岡茂雄
奥岡 茂雄（おくおか しげお、1941年12月2日 - ）は、日本の美術史学者。美術評論家。元地方公務員。専門は、日本美術史。特に、近代日本画を研究。北海道岩見沢市北村出身。

## 人物
北海道教育委員会空知教育局入局。1966年3月中央大学法学部通信教育課程卒業。その後、佛教大学社会学部通信教育課程卒業。北海道教育委員会北海道教育庁に転属を経て、1973年に北海道立近代美術館の設置委員会に参画。1977年北海道近代美術館に開館後、同学芸課長や同学芸部長を経て、1999年に同副館長。2002年北海道教育委員会に定年退官。2002年北海道浅井学園大学生涯学習システム学部芸術メディア学科教授。札幌芸術の森美術館館長（2012年まで）。2004年同大学院生涯学習学研究科教授。2005年浅井学園大学生涯学習システム学部芸術メディア学科教授。2007年北翔大学生涯学習システム学部芸術メディア学科教授。2008年北翔大学定年退職。2008年札幌理工学院建築学科デザイン専攻教授。2012年同退職。2012年北翔大学大学院生涯学習学研究科客員教授。
北海道立近代美術館在職中は、北海道教育大学札幌校・東京芸術大学・北海道大学文学部などで非常勤講師を務めた。

## 受賞歴
文部省博物館職員表彰（1991年）

## 主著
- 『岩橋英遠 : 道産子の眼』北海道新聞社 1983初版/1990第2版
- 『片岡球子 : 個性（こころ）の旅路』北海道新聞社 1989
- 『ビジュアル北海道の美術100年』鈴木正實と共著 北海道新聞社 1993
- 『北の美のこころ』中西出版 2015.6
- 『西田陽二 : 画家』西田陽二 [画] ; 奥岡解説 響文社 2017

## 注
1. ↑  『現代日本人名録2002 1巻 あ〜かと』日外アソシエーツ、2001、1642頁
2. ↑  『北海白門信窓』中央大学信窓会北海道支部、2015年3月23日、2頁
3. ↑  研究者 - researchmap
4. ↑  以上につき、『北海道人物・人材情報リスト2019 2巻』日外アソシエーツ、2018、724頁
5. ↑  以上につき、上掲『北の美のこころ』中西出版、2015、奥付
6. ↑  『北海道人物・人材情報リスト2004 あ〜お』日外アソシエーツ、2003、455頁